# Championnat d'Italie de football de deuxième division 1991-1992
Navigation
Édition précédente Édition suivante
La saison 1991-1992 de Serie B, organisée par la Lega Calcio pour la quarante-sixième fois, est la 60e édition du championnat de deuxième division en Italie. Les quatre premiers sont promus directement en Serie A et les quatre derniers sont relégués en Serie C.
À l'issue de la saison, le Brescia Calcio termine à la première place et monte en Serie A 1992-1993 (1re division), accompagné par le vice-champion Pescara Calcio, le troisième Ancona Calcio et le quatrième Udinese Calcio.

## Compétition
Le classement est établi sur le barème de points suivant :
- Victoire : 2 points
- Match nul : 1 points
- Défaite, forfait ou abandon du match : 0 point

### Classement
| Rang | Équipe             | Pts | J  | G  | N  | P  | Bp | Bc | Diff |
| ---- | ------------------ | --- | -- | -- | -- | -- | -- | -- | ---- |
| 1    | Brescia Calcio     | 49  | 38 | 14 | 21 | 3  | 54 | 31 | +23  |
| 2    | Pescara Calcio     | 46  | 38 | 15 | 16 | 7  | 58 | 43 | +15  |
| 3    | Ancona Calcio      | 45  | 38 | 12 | 21 | 5  | 36 | 27 | +9   |
| 4    | Udinese Calcio     | 44  | 38 | 13 | 18 | 7  | 41 | 33 | +8   |
| 5    | Cosenza Calcio     | 42  | 38 | 13 | 16 | 9  | 39 | 36 | +3   |
| 6    | Pise SC R          | 39  | 38 | 12 | 15 | 11 | 40 | 36 | +4   |
| 7    | AC Reggiana        | 38  | 38 | 16 | 16 | 11 | 33 | 32 | +1   |
| 8    | AC Cesena R        | 37  | 38 | 10 | 17 | 11 | 38 | 33 | +5   |
| 9    | AS Lucchese        | 37  | 38 | 8  | 21 | 9  | 34 | 34 | 0    |
| 10   | US Lecce R         | 37  | 38 | 12 | 13 | 13 | 35 | 38 | -3   |
| 11   | Plaisance Calcio P | 36  | 38 | 11 | 14 | 13 | 37 | 39 | -2   |
| 12   | Calcio Padoue      | 36  | 38 | 8  | 20 | 10 | 30 | 32 | -2   |
| 13   | Bologne FC R       | 36  | 38 | 12 | 12 | 14 | 37 | 41 | -4   |
| 14   | Modène FC          | 36  | 38 | 11 | 14 | 13 | 33 | 41 | -8   |
| 15   | AC Venise P        | 35  | 38 | 7  | 21 | 10 | 33 | 36 | -3   |
| 16   | AS Tarente         | 35  | 38 | 9  | 17 | 12 | 26 | 34 | -8   |
| 17   | US Casertana P     | 35  | 38 | 8  | 19 | 11 | 31 | 40 | -9   |
| 18   | US Palerme P       | 35  | 38 | 11 | 13 | 14 | 41 | 43 | -2   |
| 19   | ACR Messine        | 33  | 38 | 10 | 13 | 15 | 31 | 38 | -7   |
| 20   | US Avellino        | 29  | 38 | 8  | 13 | 17 | 33 | 53 | -20  |

|  | Promotion en Serie A                        |
|  | Relégation en Serie C                       |
|  | P : Promu de Serie C R : Relégué de Serie A |

- En fin de saison, quatre clubs sont à égalité de points, le classement particulier désigne Palerme comme directement relégué et sauve Venise, Tarente et Casertana doivent disputer un barrage sur un seul match, Tarente l'emporte 2 à 1 et reste en Serie B, Casertana est relégué.